# Alpensia längdåkningsarena
Alpensia längdåkningsarena är en skidanläggning vid Alpensia resort i Pyeongchang i Sydkorea som färdigställdes 1998. Senare har den byggts om två gånger, under 2009 och mellan 2015 och 2017. Arenan användes för tävlingar i längdåkning och nordisk kombination under olympiska vinterspelen 2018.
Mellan 3 och 5 februari 2017 anordnades deltävlingar i världscupen i längdåkning på arenan.